# مارکوس هانچک
 مارکوس فریدناند هانچک (آلمانی: Markus Hantschk‎؛ زادهٔ ۱۹ نوامبر ۱۹۷۷) یک تنیس‌باز اهل آلمان است.